# Нож (приток Обвы)
Нож или Нош — река в России, протекает по Сивинскому району Пермского края. Устье реки находится в 208 км от устья Обвы по левому берегу. Длина реки — 34 км, площадь водосборного бассейна — 175 км². В 11 км от устья принимает слева реку Дарья-Шорка.
Исток реки на Верхнекамской возвышенности в лесном массиве близ границы с Кировской областью к юго-востоку от вершины Лесновская (309 м НУМ). Исток находится на водоразделе с бассейном реки Колыч. Генеральное направление течения — юго-восток. Верхнее течение проходит по ненаселённому лесу, в нижнем течении протекает деревню Мотоси и несколько нежилых. Притоки — Дарья-Шорка, Натошорка (левые). Впадает в Обву у села Новомихайловское.

## Данные водного реестра
По данным государственного водного реестра России относится к Камскому бассейновому округу, водохозяйственный участок реки — Кама от города Березники до Камского гидроузла, без реки Косьва (от истока до Широковского гидроузла), Чусовая и Сылва, речной подбассейн реки — бассейны притоков Камы до впадения Белой. Речной бассейн реки — Кама.
Код объекта в государственном водном реестре — 10010100912111100009240.